# Куп Истанбула 2006 — појединачно
Други тениски Истанбул куп за жене одржан је у Истанбулу Турска од 22. маја до 27. маја 2006. године. Турнир је треће категорије (Tier III). Игра се на земљаним теренима. Наградни фонд износи 200.000 долара.
У појединачној конкуренцији је учествовало 30 тенисерки из 23 земаље. Победила је израелска тенисерка Шахар Пер која је у финалу победила рускињу Анастасију Мискину резултатом 2 - 1 .

### Списак носилаца
| Број | Играчица                        | Резултат     | Резултат                           |
| ---- | ------------------------------- | ------------ | ---------------------------------- |
| 1    | Анастасија Мискина Русија (13)  | финале       | Шахар Пер Израел, (4)              |
| 2    | Ана Лена Гренефелд Немачка (14) | полуфинале   | Шахар Пер Израел, (4)              |
| 3    | Ана Чакветадзе Русија (27)      | 1. коло      | Меган Шонеси Сједињене Државе (87) |
| 4    | Шахар Пер Израел (32)           | финале       | Победник                           |
| 5    | Сања Мирза Индија (35)          | 2. коло      | Михаела Крајичек Холандија (55)    |
| 6    | Каталина Кастано Колумбија (37) | четвртфинале | Анастасија Мискина Русија (13)     |
| 7    | Мара Сантнђело Италија (40)     | четвртфинале | Шахар Пер Израел (4) (32)          |
| 8    | Јелена Костанић Хрватска (53)   | 1. коло      | Каролина Спрем Хрватска, (72)      |

- Број у загради озвачава пласман на ранг листи ВТА 15. маја 2006.

## Прво коло
| !бр. меча | 1. играч                               | Резултат            | 2. играч                               |
| --------- | -------------------------------------- | ------------------- | -------------------------------------- |
| 1.        | Анастасија Мискина Русија (1) (13)     |                     | слободна                               |
| 2.        | Цветана Пиронкова (71)                 | 7-6(3), 3-6, 6-3    | Маријана Дијаз Олива Аргентина(88)     |
| 3.        | Тамира Пасек КВ (324)                  | 5-7, 6-4, 6-4       | Алиша Молик Аустралија ВК (495)        |
| 4.        | Аљона Бондаренко Украјина (65)         | 3-6, 3-6            | Каталина Кастано Колумбија (6) (37)    |
| 5.        | Ана Чакветадзе Русија (3) (27)         | 6-1, 4-6, 0-6       | Меган Шонеси Сједињене Државе (87)     |
| 6.        | Ангелик Виђаја КВ (618)                | 2-6, 1-6            | Анастасија Јакимова Белорусија (61)    |
| 7.        | Михаела Крајичек Холандија (55)        | 6-0, 4-0 пред.      | Ирина Коткина Русија ВК (420)          |
| 8.        | Ипек Сеноглу Турска ВК (889)           | 1-6, 3-6            | Сања Мирза Индија (5) (35)             |
| 9         | Мара Сантнђело Италија (7) (40)        | 6-1, пред.          | Мелинда Цинк Мађарска (94)             |
| 10.       | Доминика Цибулкова Словачка (339)      | 6-7(4), 6-3, 6-0    | Ешли Харклероуд Сједињене Државе (80)  |
| 11.       | Уршула Радвањска Пољска КВ (449)       | 6-4, 7-5            | Марија Елена Камерин Италија (57)      |
| 12.       | Џемија Џексон Сједињене Државе (82)    | 2-6, 1-6            | Шахар Пер Израел (4) (32)              |
| 13.       | Јелена Костанић Хрватска (7) (53)      | 2-6, 6-7(3)         | Каролина Спрем Хрватска, (72)          |
| 14.       | Магдалена Рибарикова Словачка КВ (232) | 6-7(9), 7-6(5), 3-6 | Машона Вашингтон Сједињене Државе (84) |
| 15.       | Еманела Гаљарди Швајцарска (97)        | 6-1, 2-0 пред       | Елени Данилиду Грчка (58)              |
| 16.       | слободна                               |                     | Ана Лена Гренефелд Немачка (2) (14)    |

## Друго коло
| !бр. меча | 1. играч                           | Резултат      | 2. играч                               |
| --------- | ---------------------------------- | ------------- | -------------------------------------- |
| 1.        | Анастасија Мискина Русија (1) (13) | 6-4, 6-2      | Цветана Пиронкова (71)                 |
| 2.        | Тамира Пасек КВ (324)              | 6-3, 3-6, 4-6 | Каталина Кастано Колумбија (6) (37)    |
| 3.        | Меган Шонеси Сједињене Државе (87) | 6-2, 3-6, 0-6 | Анастасија Јакимова Белорусија (61)    |
| 4.        | Михаела Крајичек Холандија (55)    | 4-6, 6-1, 6-2 | Сања Мирза Индија (5) (35)             |
| 5.        | Мара Сантнђело Италија (7) (40)    | 6-1, 6-4      | Доминика Цибулкова Словачка (339)      |
| 6.        | Уршула Радвањска Пољска КВ (449)   | 3-6, 0-6      | Шахар Пер Израел (4) (32)              |
| 7.        | Каролина Спрем Хрватска, (72)      | 4-6, 1-6      | Машона Вашингтон Сједињене Државе (84) |
| 8.        | Еманела Гаљарди Швајцарска (97)    | 6-7(3), 2-6   | Ана Лена Гренефелд Немачка (2) (14)    |

## Четвртфинале
| !бр. меча | 1. играч                            | Резултат    | 2. играч                            |
| --------- | ----------------------------------- | ----------- | ----------------------------------- |
| 1.        | Анастасија Мискина Русија (1) (13)  | 6-4, 7-6(3) | Каталина Кастано Колумбија (6) (37) |
| 2.        | Анастасија Јакимова Белорусија (61) | 1-6, 0-6    | Михаела Крајичек Холандија (55)     |
| 3.        | Мара Сантнђело Италија (7) (40)     | 1-6, 2-6    | Шахар Пер Израел (4) (32)           |
| 4.        | Каролина Спрем Хрватска, (72)       | 4-6, 4-6    | Ана Лена Гренефелд Немачка (2) (14) |

## Полуфинале
| !бр. меча | 1. играч                           | Резултат    | 2. играч                            |
| --------- | ---------------------------------- | ----------- | ----------------------------------- |
| 1.        | Анастасија Мискина Русија (1) (13) | 6-2, 7-7(5) | Михаела Крајичек Холандија (55)     |
| 2.        | Шахар Пер Израел (4) (32)          | 6-0, 6-2    | Ана Лена Гренефелд Немачка (2) (14) |

## Финале
| !бр. меча | 1. играч                           | Резултат         | 2. играч                  |
| --------- | ---------------------------------- | ---------------- | ------------------------- |
| 1.        | Анастасија Мискина Русија (1) (13) | 6-1, 3-6, 6-7(3) | Шахар Пер Израел (4) (32) |